# Стебниківська сільська рада
| Стебниківська сільська рада — орган місцевого самоврядування у Тисменицькому районі Івано-Франківської області з адміністративним центром у с. Стебник. 9 березня 1960 р. Станіславський облвиконком ухвалив рішення про приєднання Стебницької сільради до Старолисецької. Відновлена 5 грудня 1990 року. Водоймища на території, підпорядкованій даній раді: річка Бистриця Солотвинська. Сільській раді підпорядковані населені пункти: - с. Стебник |

## Склад ради
Рада складається з 12 депутатів та голови.

### Керівний склад ради
| ПІБ                   | Основні відомості                                            | Дата обрання | Дата звільнення |
| --------------------- | ------------------------------------------------------------ | ------------ | --------------- |
| Бойко Марія Василівна | Сільський голова, 1956 року народження, освіта, позапартійна | 26.03.2006   | 31.10.2010      |

Примітка: таблиця складена за даними джерела